# Et moderne Dagblads Tilblivelse
Et moderne Dagblads Tilblivelse er en stumfilm med ukendt instruktør.

## Handling
Dagbladet Politikens trykkeri, Bladvirksomhed. Avisen sættes. Ændringer drøftes med en typograf. Matricer støbes, og avisen trykkes. Avissælgerne afhenter de færdige aviser. Blandt andre ses originalen "Krølle Charles".